# Притча о неразумном богаче
Притча о неразумном богаче – одна из притч Иисуса Христа содержащаяся в Евангелии от Луки. В ней рассказано о человеке, который богатство своё решил употребить для развлечений и накопительства, не зная, что вскоре умрет: 

И сказал им притчу: у одного богатого человека был хороший урожай в поле; и он рассуждал сам с собою: что мне делать? некуда мне собрать плодов моих? И сказал: вот что сделаю: сломаю житницы мои и построю большие, и соберу туда весь хлеб мой и все добро мое, и скажу душе моей: душа! много добра лежит у тебя на многие годы: покойся, ешь, пей, веселись. Но Бог сказал ему: безумный! в сию ночь душу твою возьмут у тебя; кому же достанется то, что ты заготовил? Так [бывает с тем], кто собирает сокровища для себя, а не в Бога богатеет.  
— Лк. 12:16-21

## Богословское толкование
Притча обличает тех людей, которые дары Божьи считают за свои и употребляют их не на благое дело, а исключительно для личных и недуховных потребностей, а также целью своей жизни ставящих накопление богатств земных, как если бы этим людям предстояло владеть и пользоваться ими вечно. Христос дает назидание в том, чтобы человек имел прежде заботу о накоплении богатств духовных, которые не отнимутся от него и по смертиЛк. 10:38-42
Святитель Феофилакт Болгарский, рассуждая о притче, дает приведенным в ней образам и выражениям следующие значения:
- «Что мне делать? некуда мне собрать плодов моих?» – и бедняк говорит: что мне делать? я не имею... И богач говорит: что мне делать? я не имею… Тем показано, что в богатстве человек не обретает спокойствие и от того, что много собирает, лишь преумножает грехи.
- «Сломаю житницы мои и построю большие» – тем обличено безумие богача и тщетность его забот: а если на будущее лето урожай в поле будет ещё более, ты опять сломаешь и опять построишь? И какая нужда ломать и строить? Утробы нищих - вот тебе житницы. Они могут и вместить многое, они и неразрушимы и нетленны, ибо небесны и божественны, так как питающий бедного - питает Бога.
- «Хлеб мой и все добро мое» – ещё одно безумие богача: он не считает их даром от Бога, а считает их плодом собственных трудов. Я, - говорит, - не имею никакого сообщника, не буду ни с кем делиться. Все это добро - не Божие, а мое, поэтому я один буду и наслаждаться им, а Бога не приму участником в наслаждении им.
- «Душа! много добра лежит у тебя на многие годы» – сам назначает себе долголетнюю жизнь, как будто и долголетие он получил от возделываемой им земли.
- «Ешь, пей» – благо души неразумной, отягощенной плотскими хотениями.
- «Веселись» – страсть распутства, которая обыкновенно следует за пресыщением яствами и питиями.
- «В сию ночь душу твою возьмут у тебя» – у праведника не отнимают душу, но он с радостью предает её Богу. У грешника душа забирается ангелами подобно сборщикам податей, против воли должника. Грешник, оплотянил душу, сделал её телом и землёй, что чрезвычайно затрудняет отделение оной. «Ночью» возьмут душу, ибо грешник не имеет озаряющего света богопознания.

Далее, святитель заключает:

Поэтому будем стараться «богатеть в Бога», то есть на Него уповать, Его считать нашим богатством и хранилищем богатства. Не будем говорить: блага «мои», но блага Божии. Если же блага Божии, то не будем отчуждать Бога от Его благ. Богатеть в Бога - значит веровать, что если я и все (своё) отдам и истощу, то и тогда ни в чём необходимом у меня не будет недостатка. Ибо сокровищница моих благ есть Бог: я отворяю и беру, что нужно.

Святитель Лука (Войно-Ясенецкий):

В этой малой притче сказано все, что надо для нас: сказано о двух путях, по которым идут люди, сказано о тех, кого Священное Писание называет людьми душевными, плотскими, и которых огромное большинство среди людей; сказано и о тех, которых несравненно меньше: сказано о людях духовных.
     Указаны два пути жизни: путь служения плоти своей, похотям своим, и путь служения духу.

Святой праведный Иоанн Кронштадтский:

Чего же от нас хочет и требует наш божественный Учитель - Господь Иисус Христос в этой притче? Хочет и требует от нас того, чтобы мы не сами только лично пользовались дарами Божиими к своему лишь удовольствию, для удовлетворения своих только животных потребностей, привычек, страстей и похотей, а делились, непременно делились своим добром по средствам с неимущими и нуждающимися, которых так много везде, потому что всякого рода материальное довольство Господь посылает нам не для нас одних, а в лице нас и для  ближних наших. У тебя лежит множество даров Божиих, данных тебе сколько для тебя, столько и для общего блага, и они лежат без всякой пользы, и ты превращаешь источник благословения Божия в источник проклятия; ты ругаешься над благостью и щедротами Божиими, ты друг общего завистника и врага - диавола, ибо ты враг Богу и людям, потому что губишь многих своим жестокосердием.

## В поэзии
Притча о жадном богаче была пересказана в стихотворной форме Д.С. Мережковским:
На ниве богача был урожай хлебов,

Он думал: «Некуда собрать моих плодов,

Как приготовить дом к такому урожаю?

А вот, что сделаю: все житницы сломаю,

Большие выстрою и соберу туда

Мой хлеб, мое добро, и я скажу тогда

Душе моей: «Душа простись навек с тревогой,

Покойся, — у тебя лежит именье много

На годы многие: гони заботы прочь.

Ешь, пей и веселись!» — «Безумец, в эту ночь

Отнимут жизнь твою, — сказал Господь. — Несчастный,

Кому достанутся твой дом и труд напрасный?»